# Omisus caledonicus
Omisus caledonicus är en tvåvingeart som först beskrevs av Edwards 1932.  Omisus caledonicus ingår i släktet Omisus och familjen fjädermyggor. Arten är reproducerande i Sverige. Inga underarter finns listade i Catalogue of Life.